# سد الوحده (سوریه)
سد الوحده (به عربی: سد الوحدة) (به عبری: סכר אל-וחדה)، یک سد در بین مرز سوریه و اردن است که در استان اربد واقع شده و توسط اسرائیل اشغال شده است.